# Gheorgheni
Gheorgheni (pronunciació en romanès: [ɡe̯orˈɡenʲ]; hongarès: Gyergyószentmiklós pronunciació en hongarès: [ˈɟɛrɟoːsɛntmikloːʃ]) és un municipi del comtat de Harghita (Romania). Es troba a la terra de Székely, una regió etno-cultural a l'est de Transsilvània. La ciutat administra quatre pobles:
- Covacipeter / Kovácspéter
- Lacu Roșu / Gyilkostó
- Vargatac / Vargatag
- Visafolio / Visszafolyó

A prop hi ha dos llocs naturals, el Llac Roig i la gola de Bicaz, un estret canó a través de les muntanyes dels Carpats Orientals que forma la frontera amb el comtat de Neamț.

## Història

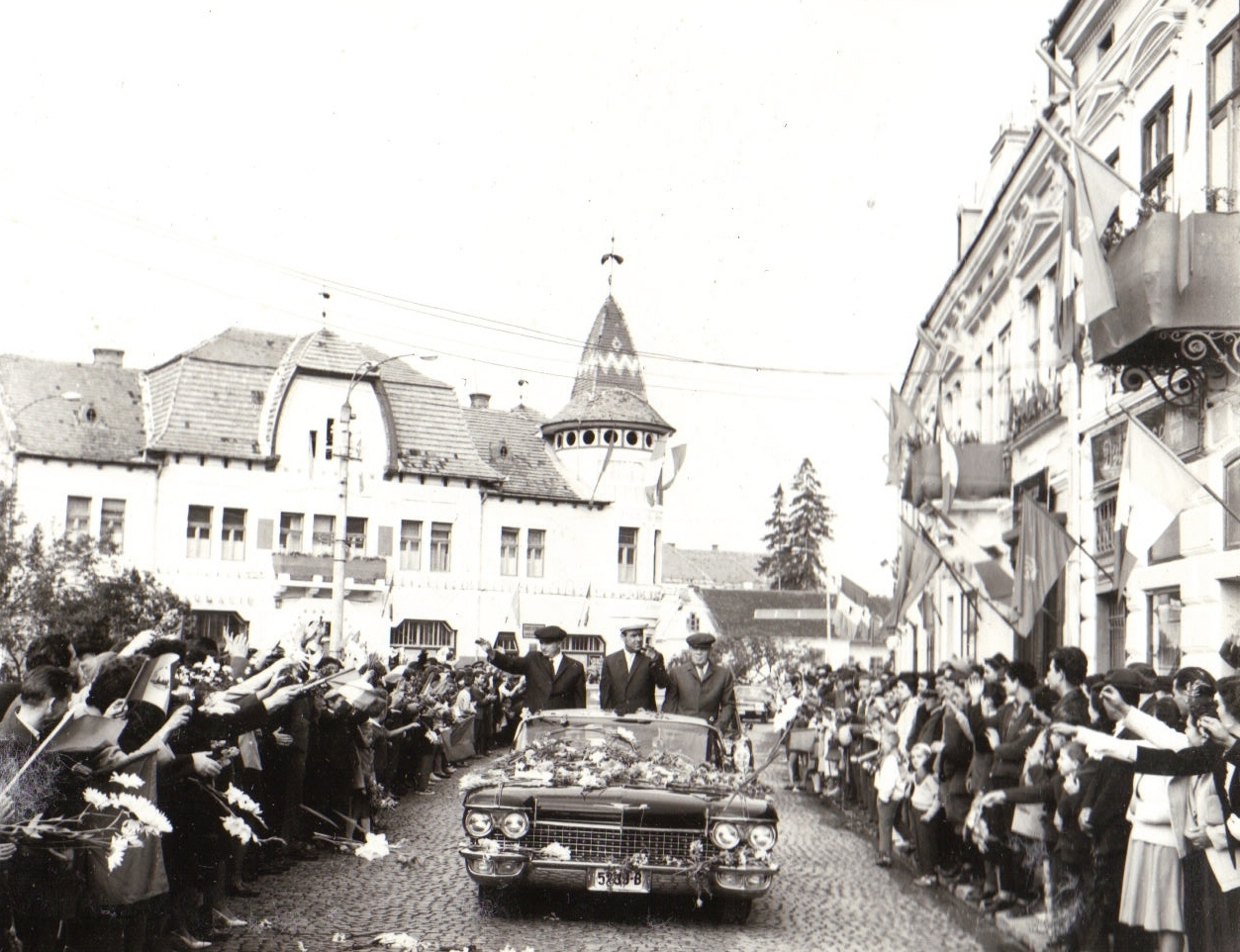
Visita dels líders del Partit Comunista el 1966

Històricament, la ciutat va formar part de la regió de la Terra Székely de Transsilvània. Es va esmentar per primera vegada el 1332. Pertanyia al Regne d'Hongria amb diverses interrupcions, al Regne Hongarès Oriental i al Principat de Transsilvània, administrativament la ciutat pertanyia a Gyergyószék. Entre 1867–1918 va caure dins del comtat de Csík, al Regne d'Hongria. Després de la Primera Guerra Mundial, segons els termes del Tractat de Trianon de 1920, va passar a formar part de Romania i va quedar dins del comtat de Ciuc. Des del 1940, com a resultat del Segon Arbitratge de Viena, va tornar a pertànyer a Hongria. Després de la Segona Guerra Mundial, va passar a formar part de Romania. Entre 1952 i 1960, va formar part de la Regió Autònoma Magyar, després, de la Regió Autònoma Mureș-Hongaresa fins que va ser abolida el 1968. Des de llavors, la comuna forma part del comtat de Harghita.

## Demografia
El 2011, la ciutat tenia 17.705 habitants, dels quals el 86,13% (15.250) són hongaresos que formen la majoria. 1.988 o un 11,22% són romanesos. Moviment demogràfic segons els censos:

## Agermanaments
- Békés, Hongria
- Budapest 17th District, Hongria
- Cegléd, Hongria
- Eger, Hongria
- Kiskunmajsa, Hongria
- Siófok, Hongria
- Szigetszentmiklós, Hongria
- Bačka Topola, Sèrbia
- Alaverdi, Armènia